# Tangshan
Tangshan (唐山) é uma cidade da China, no nordeste da província de Hebei. Tem cerca de 1 601 mil habitantes. Foi destruída por um terremoto em 1976, que teria provocado cerca de 240 mil mortes.